# 大分県道35号三重弥生線
大分県道35号三重弥生線（おおいたけんどう35ごう みえやよいせん）は、大分県豊後大野市から佐伯市に至る県道（主要地方道）である。

## 概要
豊後大野市三重町市場から佐伯市弥生大字上小倉に至る。豊後大野市と佐伯市を結ぶ県道であるが市境付近が未整備・未改良である。起点である豊後大野市の国道326号交点から三重町松尾付近までの区間は整備がされつつある。佩楯山頂に近い三重町鷲谷より佐伯市本匠大字因尾（いんび）までの区間は狭隘で落石が多く、路肩が軟弱である。そのため2車線に整備・改良されはじめている。番匠川に沿っており狭隘区間もあるが、佐伯市本匠大字因尾以東は近年道路拡幅工事、バイパス道路建設が進んでいる。佐伯市の終点で国道10号に接続する。

### 路線データ
- 起点：大分県豊後大野市三重町市場（国道326号交点）
- 終点：大分県佐伯市弥生大字上小倉（弥生振興局入口交差点、国道10号交点）

## 歴史
- 1993年（平成5年）5月11日 - 建設省から、県道三重弥生線が三重弥生線として主要地方道に指定される[1]。

## 路線状況

### 重複区間
- 大分県道53号野津宇目線（佐伯市本匠大字山部 - 佐伯市本匠大字堂ノ間）

### 道路施設

#### 橋梁
- 扇田橋（三重川、豊後大野市）
- 鮎ヶ瀬橋（番匠川、佐伯市）

#### トンネル
- 鬼ヶ瀬トンネル：延長230 m、1988年（昭和63年）竣工、佐伯市

## 地理

### 通過する自治体
- 豊後大野市
- 佐伯市

### 交差する道路
| 交差する道路                        | 市町村名   | 交差する場所   | 交差する場所                |
| ----------------------------------- | ---------- | -------------- | --------------------------- |
| 国道326号                           | 豊後大野市 | 三重町市場     | 起点                        |
| 大分県道519号三重新殿線 / バイパス  | 豊後大野市 | 三重町内田     | 赤嶺高架橋南交差点          |
| 大分県道53号野津宇目線 重複区間起点 | 佐伯市     | 本匠大字山部   |                             |
| 大分県道53号野津宇目線 重複区間終点 | 佐伯市     | 本匠大字堂ノ間 |                             |
| 大分県道608号笠掛直見停車場線       | 佐伯市     | 本匠大字笠掛   |                             |
| 国道10号                            | 佐伯市     | 弥生大字上小倉 | 弥生振興局入口交差点 / 終点 |

### 沿線
- 因尾郵便局
- 本匠郵便局
- 佐伯市立本匠中学校
- 佐伯市立本匠小学校
- 佐伯市立上野小学校
- 道の駅やよい（終点付近）